# Cabezabellosa
Cabezabellosa is een gemeente in de provincie Cáceres in de regio Extremadura. Cabezabellosa heeft 364 inwoners (1 januari 2016).

## Geografie
Cabezabellosa heeft een oppervlakte van 34 km² en grenst aan de gemeenten Casas del Castañar, El Torno, Jarilla, Plasencia, Oliva de Plasencia en Villar de Plasencia.

## Burgemeester
De burgemeester van Cabezabellosa is Maria del Puerto Peña Regio

## Demografische ontwikkeling
Bron: INE, 1857-2011: volkstellingen